# Cazadores de almas
Cazadores de almas (título original: The Salvation Hunters) es una película muda estadounidense de 1925 que supuso el debut como director de Josef von Sternberg a los 31 años de edad. Esta película atrajo a los estudios más importantes de cine, incluyendo Metro-Goldwyn-Mayer y Paramount Pictures. Film Mercury la incluyó en su lista de las mejores diez películas de 1925.

## Argumento

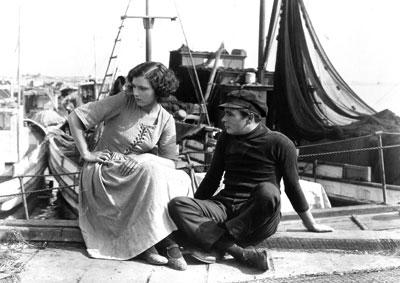
L-R "La Chica" (Georgia Hale) y "El Chico" (George K. Arthur): "...Abajo-y-fuera de drifters"

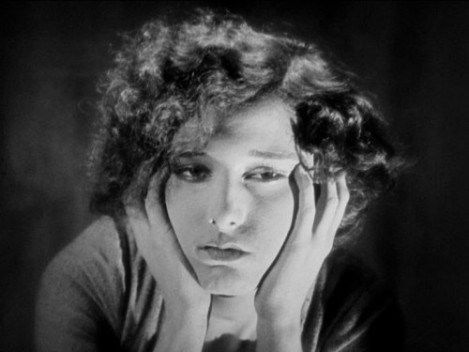
Director von Sternberg: El "encanto taciturno" de Hale - Georgia Hale como "La Chica"

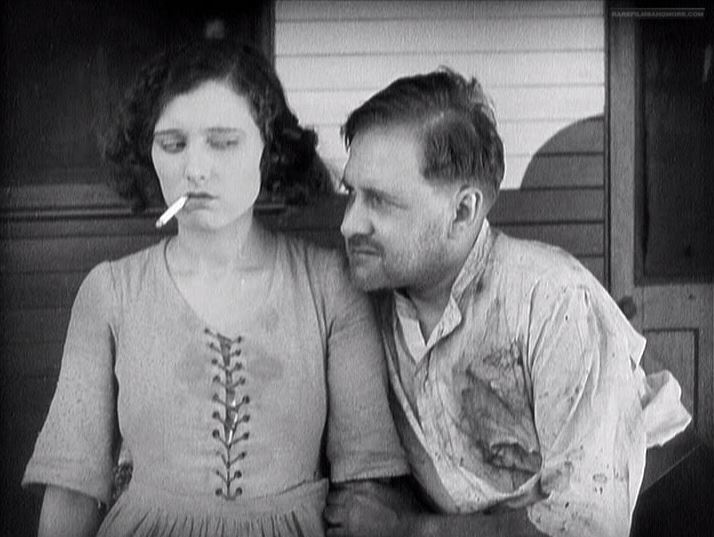
La Chica (Georgia Hale) y El Bruto (Olaf Hytten)

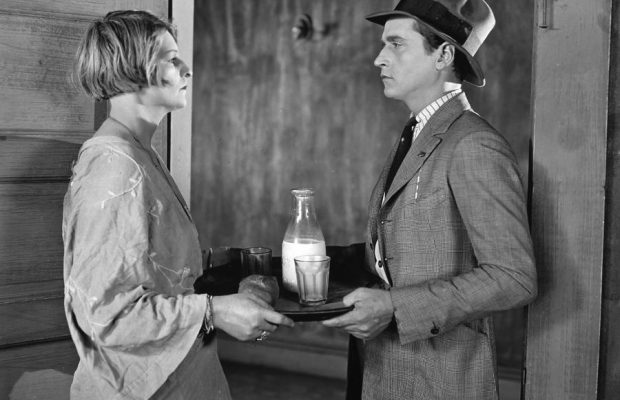
La Mujer (Nellie Bly Baker) y El Hombre (Otto Matiesen)

La película empieza con un prefacio:
Hay fragmentos importantes de la vida que han sido omitidos en la película porque conciernen al pensamiento y no al cuerpo. Un pensamiento puede crear y destruir naciones y es muy poderoso porque nace del sufrimiento, vive en silencio, y muere cuándo ha hecho su trabajo. Nuestro propósito ha sido fotografiar un pensamiento. Un pensamiento que guía a los que pisan con los pies en el suelo cuyas vidas son simples, quienes empiezan en ninguna parte y terminan en ninguna parte.
 La historia empieza a lo largo de un litoral lúgubre, en un puerto no identificado. Los residuos industriales ensucian la orilla. Cuatro personajes, “humanos que se arrastran cerca de la tierra”, ocupan el taciturno paisaje:
El Chico, un joven cobarde e inútil, vaga sin rumbo fijo entre los restos. Le gusta La Chica, más mayor e insensibilizada a causa de su pobreza,y que se ha “hundido tan abajo como sus calcetines”. Manteniendo una sombría dignidad en su soledad, rechaza los débiles avances de El Chico. El Niño es un joven huérfano. En silencio acecha la barcaza de barro donde sus padres perdieron la vida. El Bruto es un hombre de edad indeterminada y de mal genio. Trabaja como vigilante a bordo de la barcaza.
El Bruto se insinúa a La Chica. Ella le corta con la mirada, y él se retira. Frustrado, El Bruto asalta a El Niño, que ha entrado sin autorización en la barcaza. El Chico presencia la agresión, pero está paralizado a causa de su cobardía. La Chica, con una sola palabra, ridiculiza a El Bruto. El Chico recoge cautelosamente a El Niño, y huyen puesto que El Bruto empieza a perseguirles. La Chica, con una mirada, le hace una señal al operador de la draga, y este descarga un torrente de barro en la cabeza de El Bruto.
El Chico, La Chica y El Niño escapan del desolado muelle y se dirigen a los barrios pobres de una metrópolis anónima.
A medida que el trío recorre los callejones de la ciudad, son vistos por El Hombre y su cliente, El Caballero. El Hombre se acerca a El Chico y confirma sus sospechas: no tienen ni hogar ni dinero. Asegura a El Chico que por la zona hay muchos trabajos y seguidamente le ofrece una habitación al trío para que se hospeden mientras El Chico busca trabajo. Lo que ellos no saben, es que la habitación pertenece a un burdel. La intención de El Hombre es reclutar a La Chica como prostituta. Cuando entran en la habitación, La Mujer, una prostituta, intenta proporcionarles algo de bebida pero El Hombre la para diciéndole: "El hambre susurrará cosas en sus oídos que a mi decirlas me podría suponer un problema".
Según van pasando las horas, La Chica cada vez está más angustiada por el hambre que los acecha. El Chico vuelve desmoralizado de su intento de encontrar trabajo.
El Caballero, con el apoyo de El Hombre, entra en la habitación con la intención de negociar sobre sexo con La Chica. Ella, desesperada, considera la proposición fríamente. El Chico se angustia cuando percibe la duda de La Chica. El Caballero, entendiendo su dilema, le da un poco de dinero a La Chica y, sin añadir nada más, se va. El Niño le arrebata el dinero y corre hacia la puerta, regresando poco después con un poco de comida.
El Hombre, frustrado porque su esfuerzo no obtiene resultados, idea otra plan junto a La Mujer. Invitan al joven trío a un paseo por el campo. Allí, pretende seducir a La Chica y obligarla a participar en el comercio sexual. La Mujer se encarga de distraer a El Chico durante el proceso de seducción.
Los cinco llegan al lugar en un turismo. Aparcan al lado de un letrero que pone Aquí tus sueños se hacen realidad. A pesar de los grandes esfuerzos de El Hombre, La Chica no responde ante sus halagos. Desesperado, arremete contra El Niño. El Chico, despojándose de su cobardía, sale en defensa de El Niño y golpea a El Hombre. La Chica se alegra de que El Chico haya reivindicado su virilidad.
Triunfantemente el trío, ahora una familia, se dirige hacia la puesta de sol, "hijos del sol".

## Reparto

L-R, El Chico (George K. Arthur), El Niño (Bruce Guerin), El Hombre (Otto Matiesen), La Chica (Georgia Hale)

- George K. Arthur, como El Chico.
- Georgia Hale, como La Chica.
- Bruce Guerin, como El Niño.
- Otto Matieson, como El Hombre.
- Nellie Bly Baker, como La Mujer.
- Olaf Hytten, como El Bruto.
- Stuart Holmes, como El Caballero.

## Contexto
El productor y actor inglés George K. Arthur contactó con Sternberg para rodar una comedia titulada Just Plain Buggs. Sternberg había trabajado recientemente como asistente de director y escritor en la película de Roy William Neill titulada By Devine Right (1924) y aceptó la oferta, con la condición de que sustituyesen el guion original por el suyo propio, Cazadores de almas, a lo que Arthur aceptó.
Aunque los detalles siguen siendo confusos y polémicos,  la película se financió por Sternberg y Arthur con solo 5.000 dólares. Sternberg aportó la mayor parte de sus ahorros personales para cubrir el déficit presupuestario. En este sentido, The Salvation Hunters, puede considerarse una película independiente y, como tal, un espécimen casi único en su tiempo.

## Producción
El rodaje empezó en el otoño de 1924. La película se rodó en California, incluyendo San Pedro, Chinatown, San Fernando Valley y los estudios Grand-Ashur.
Debido a las restricciones presupuestarias, Sternberg y Arthur decidieron contratar extras de Hollywood, también llamados "supers". Georgia Hale era una cantante de cabaret y hacía de extra en El precio de la vanidad (1924) cuándo Sternberg contactó con ella para interpretar el papel de La Chica. Ella y la mayoría del reparto acordaron diferir los salarios. Stuart Holmes, quien interpretó el papel de El Caballero, fue una excepción; conocido tanto por su faceta de villano de la pantalla como por su faceta de escultor, cobró 100 dólares por adelantado por su breve pero efectiva aparición en Cazadores de Almas..

## Recepción
Cazadores de Almas fue un completo fracaso en su estreno en Nueva York, donde estuvo en pantalla durante menos de una semana. A nivel nacional, la asistencia no fue tampoco muy espectacular. Sternberg, en el estreno de Hollywood dijo, "los miembros del reparto estaban en la audiencia, recibieron mi trabajo con risas y abucheos y finalmente se revolucionaron, algunos se fueron así que hice lo mismo".
Al mismo tiempo una copia de la película había llegado a la casa del actor, director y productor Charles Chaplin, dónde fue visionada por parte de la estrella de cine y sus asociados Douglas Fairbanks, Mary Pickford y Joseph M. Schenck. Posteriormente, la sección de entretenimiento del New York Times del día 1 de febrero de 1925 realizó el siguiente anuncio:

”Cazadores de almas" dirigida por Josef von Sternberg, un joven austríaco, será presentada en el Teatro Strand esta semana. Esta es la película que captó la atención de Charles Chaplin, Douglas Fairbanks y Mary Pickford. El Sr.Chaplin estuvo paticularmente fascinado con esta película.

 Al final del año, la crítica de cine de Film Mercury, Anabel Lane, incluyó Cazadores de Almas en el top 10 de mejores películas de 1925:
1. D. W. Griffith – Isn't Life Wonderful

2. King Vidor – El gran desfile

3. Erich von Stroheim – Avaricia

4. Sven Gade – Siège

5. Augusto Genina – Cyrano de Bergerac 

6. Clarence G. Badger – Paths to Paradise

7. F. W. Murnau – La Última Risa

8. Josef von Sternberg – Cazadores de Almas

9. Malcolm St. Clair – Are Parents People?

10. Herbert Brenon – Peter Pan
Con su fama aumentando entre los ejecutivos de los estudios, Sternberg firmó un contrato de larga duración con Metro-Goldwyn-Mayer. A pesar de esta entrada prometedora, su asociación con la productora estaba condenada desde el principio, como se evidenció con su primera colaboración El Pecador Exquisito.

## Tema

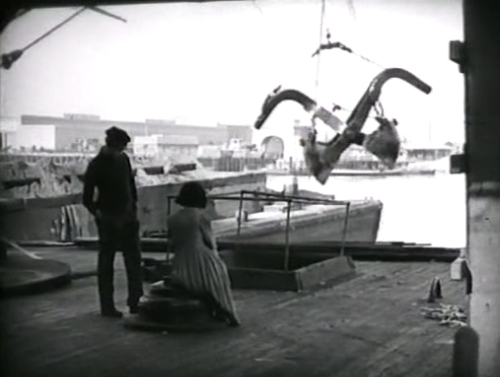
La Chica (Georgia Hale) y El Chico (George K Arthur): La draga, "el movimiento mecánico como representación de la inutilidad cósmica"

“El tema subyacente del cine de Sternberg", observa el crítico Andrew Sarris, "son las relaciones entre hombres y mujeres o, más precisamente, la confrontación del hombre con los mitos de la mujer". Su obra demuestra esto "desde The Salvation Hunters hasta Anatahan", su última película.
El Caballero (interpretado por Stewart Holmes) es “curioso”: el “primer personaje en la pantalla que respeta a la mujer a pesar de buscar reducirla a la prostitución". El Caballero no es retratado como un depravado ni como un malvado ("a pesar de estar ansioso por acostarse con La Chica, nunca pierde su dignidad ni su comportamiento y la respeta cuando descubre que ella actúa impulsada por el hambre") así como se preocupa por los personajes de El Chico y El Niño. El Caballero de Sternberg es una representación mucho más avanzada de los hombres depravadores del mundo que la que obtuvieron directores como Chaplin o Lubitsch en los años 20.
La Chica, que con meramente una mirada consigue quitarse de encima a El Bruto y dirige al grupo, exhibe una autoridad mística que muestra la actitud que tiene Sternberg hacia las mujeres mucho antes del debut de Marlene Dietrich. “El verdadero drama de Cazadores de Almas no tiene que ver con los oprimidos, sino que es más importante la carga emocional que contiene el espectáculo de una chica esperando a que un chico por fin se haga hombre".